# Saint-Paul, Hautes-Pyrénées
Saint-Paul là một xã thuộc tỉnh Hautes-Pyrénées trong vùng Occitanie tây nam nước Pháp.